# Louis de La Coste
Œuvres principales
- Aricie (ballet)
- Philomèle (1705)
- Télégone (1725)
- Orion  (1728)

Louis de La Coste, autrement orthographié Lacoste, né probablement vers 1675 et mort en 1754 ou après 1757, est un compositeur français de l'époque baroque.

## Biographie

### Début de carrière
Peu d'éléments biographiques sur Lacoste nous sont parvenus. Un document parfois cité du 6 juillet 1720 fait référence à un Louis de La Coste, marchand, demeurant à Lille et époux de Madeleine-Claude Pasquier, qui a obtenu un privilège de trois ans pour l'opéra à Lille. Mais cet acte ne semble pas concerner le compositeur qui n'a jamais été marchand. On ne connait pas les détails de son éducation et de son enfance. Cependant, en 1672, un violoniste au nom de « Lacoste » joue la quinte dans le jeune orchestre « Petits Violons » de Jean-Baptiste Lully. Il s'agit peut-être d'un parent. En 1693, Lacoste a commencé en tant que choriste dans le pupitre de haute-contre à l'Académie royale de musique. Il participe régulièrement au chœur, en allant de la première d'Issé d'André-Cardinal Destouches en 1697 jusqu'à la reprise de Thétis & Pélée de Pascal Collasse en 1708, année durant laquelle il se retire avec la pension.
Avant et durant sa carrière de compositeur d'opéra, Lacoste compose des airs sérieux et à boire (genres successeurs de l'air de cour) dont nombreux sont publiés chez Christophe Ballard. Le jeune musicien s'est probablement fait connaître au sein des salons parisiens, où ces airs sont fort appréciés par des hommes lettrés ou musiciens qui s'y rendent. En tant qu'auteur de chansons, Lacoste montre déjà un fort penchant pour le registre tragique, tel le démontrent les paroles de ses airs ainsi que leur tonalité souvent très sombre :

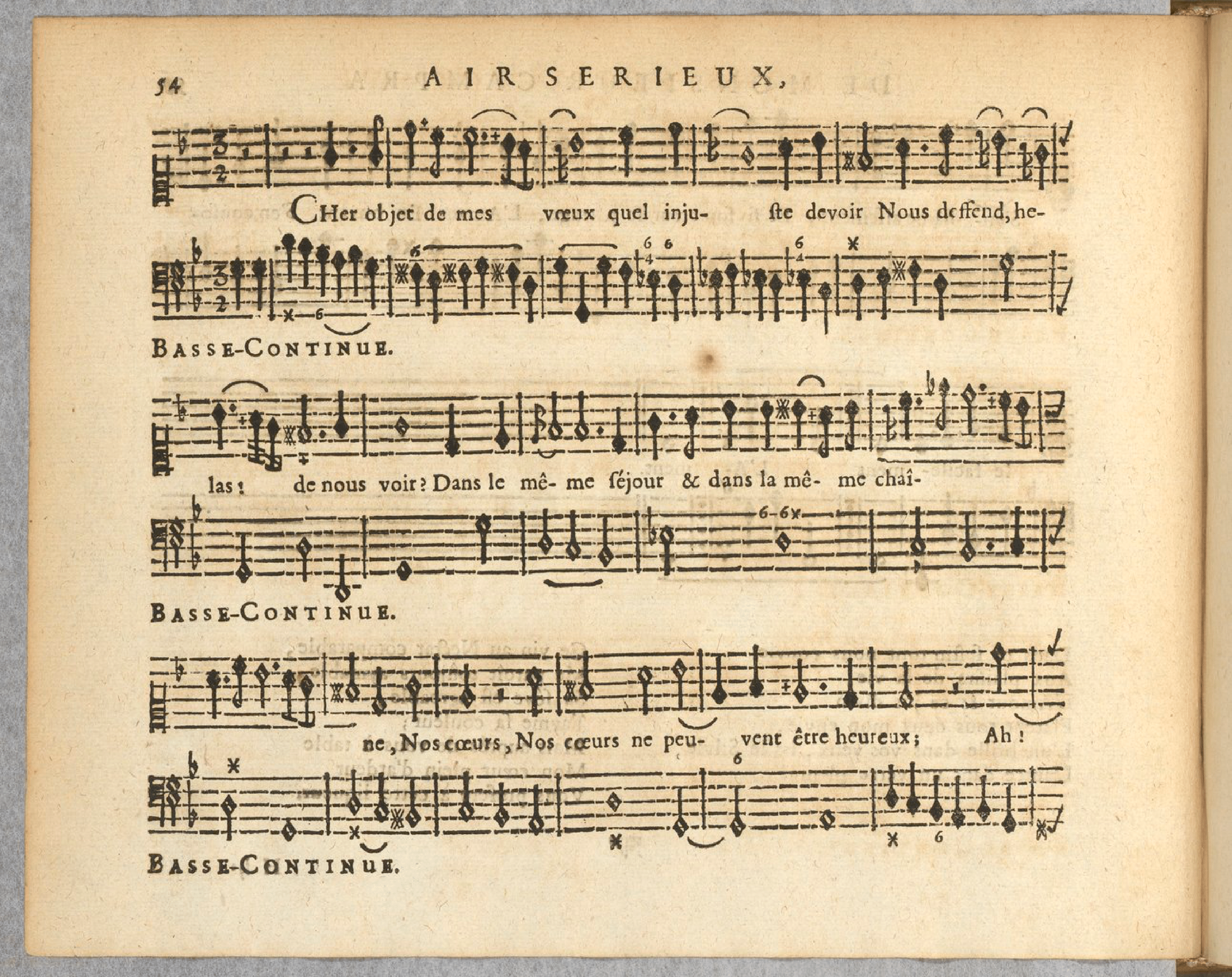
Cher Objet de mes vœux est publié en mars 1701 chez Ballard.

« Cher Objet de mes vœux quel injuste devoir

Nous deffend, helas ! de nous voir ?

Dans le même séjour & dans la même chaîne,

Nos cœurs ne peuvent être heureux ;

Ah ! tu n'és que trop prés pour allumer mes feux,

Et trop loin pour calmer ma peine.

Cher Objet de mes vœux quel barbare devoir

Nous deffend encor de nous voir. »
Ce ton grave, pathétique et sérieux sera défendu plus tard par Lacoste dans le genre de la tragédie lyrique qui représente la grande majorité de son œuvre lyrique.

### Premiers opéras et responsabilités à l'Opéra
Âgé d'environ vingt-deux ans, Lacoste fait sa première contribution à l'Académie royale de musique en 1697 avec le ballet Aricie. Le jeune musicien, de caractère modeste, ne se considérait seulement comme un « homme qui ne fait que des Chansons ». Son ballet n'était à l’origine qu'un petit opéra qu’il a joué devant ses protecteurs et ses amis dans un cadre privé. Jean-Nicolas de Francine, à l'époque directeur de l'Opéra, est généreux envers les jeunes compositeurs et est intéressé par les nouveaux genres comme l’opéra-ballet qui foisonnait. Il a été fait signe du petit succès d’Aricie et a suggéré ainsi à Lacoste de l'augmenter afin qu'il puisse être monté à l'Académie royale de musique. L'opera est représenté le 9 juin 1697 avec l'ajout de musique d'autres auteurs, mais, malgré le soutien de Francine, il s'avère un échec.
Malgré cette chute, Lacoste revient à la scène en 1705 avec Philomèle et dès lors, il va se consacrer pleinement à la tragédie-lyrique. Avec un livret de Pierre-Charles Roy, Philomèle fut le triomphe du compositeur. Disciple fidèle de l'école lullyste, Lacoste rend hommage à son maître en particulier par ses récitatifs et ses divertissements considérablement développés. L'estime fut tel que le Mercure de France note en 1734 lors d'une reprise de Philomèle que le récitatif de Lacoste « pourroit servir de modele à ses plus fiers Rivaux ». Malheureusement, la chute de sa Bradamante en 1707 ternit ce succès. Sa troisième tragédie Créüse l'Athénienne connait aussi peu de succès en 1712. Après ces trois collaborations avec Roy, Lacoste cesse sa collaboration avec le librettiste. 

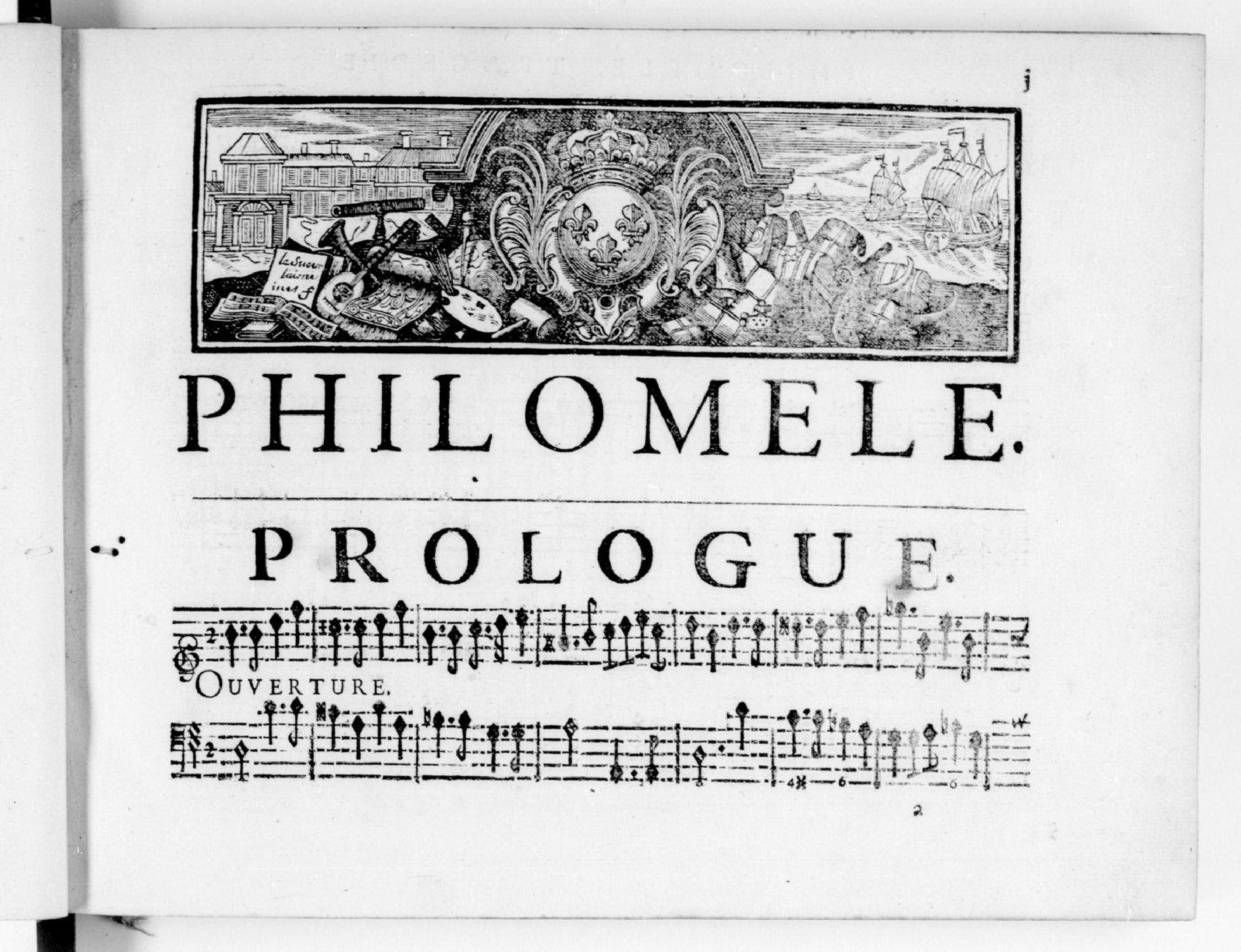
Le grand succès de Louis de La Coste est introduite par une ouverture à la française traditionnelle dans la tonalité de ré mineur

Le musicien va alors arrêter de composer des opéras pendant une douzaine d'années. Au demeurant, il est nommé batteur de mesure (chef d'orchestre) de l'Opéra de Paris à partir de 1710, dirigeant des ouvrages illustres comme la première des Festes vénitiennes d'André Campra audit an ou celle de Callirhoé de Destouches en 1712. Il quitte ce poste en 1714, remplacé par Jean-Joseph Mouret. Il devient par la suite maître de musique de la même Académie jusqu'en 1717. Son devoir alors était de faire répéter le chœur et les solistes, ainsi que de leur donner des cours de chant.

### Dernières années à l'Académie royale de musique
Lacoste réintègre derechef en 1718 le personnel de l'ARM en tant que maître de musique. En 1720, un « marchand » du nom de Louis de La Coste acquiert avec sa femme Marie Catherine Robert le privilège exclusif de représenter des opéras à Lille. Le couple demeurait alors à cette ville mais était logé à Paris, rue Royale. Lacoste revient à la scène en 1725 avec sa tragédie Télégone sur un livret de Simon-Joseph Pellegrin. L'œuvre n’obtient qu’un succès de demi-teinte malgré des applaudissements prometteurs. Pellegrin va ensuite fournir à Lacoste le livret d'Orion (1728), laissé inachevé par Joseph de La Font, mort en 1725. Cette œuvre fut somptueusement décorée par les maquettes de Giovanni Niccolò Servandoni. Malgré cela et quelques morceaux appréciés, l'accueil était partagé. En 1732, après la chute de sa dernière tragédie Biblis, Lacoste se démissionne de son poste de maître de musique. Entre 1738 et 1753, il perçoit encore 1,100 livres de pensions annuelles. Suivant Jacques-Bernard Durey de Noinville et Louis Travenol, il est toujours vivant en 1757.

### Anecdotes: une vie personnelle tourmentée
Si la carrière musicale de Louis de La Coste a connu un succès très mitigée, sa vie privée n'était pas plus heureuse. Le compositeur se trouve souvent mêlé à des affaires amoureuses scandaleuses ou peu réussies :
Le jeudi 16 juin 1701, Jacob Sardet, un maître horloger à Paris, dépose une plainte contre sa femme Marie Dupille qui, depuis dix-huit mois, mène une relation adultère avec Lacoste, dont elle fut « amourachée et jetée dans une débauche honteuse ». Dupille, qui abandonnait sa famille et volait de chez eux pour subvenir à sa vie avec Lacoste, menaça même de tuer le plaignant s'il refusait de la laisser vivre avec le musicien. Ainsi, elle fut enfermée à l'Hôpital général. Le 6 juillet, Sardet retirait sa plainte en espérant que sa femme quitterait cette relation. Désormais, elle continua de vivre avec Lacoste. Alors, Sardet déposa une autre plainte et par la suite, sa femme fut de nouveau enfermée à l'Hôpital.
Le 6 octobre 1715, Madeleine-Claude Pasquier, une chanteuse de l'Opéra, dépose une plainte contre son beau-père du nom de Lesuel, qui s'oppose à son union avec Lacoste. Le compositeur, alors maître de musique, était chargé de « dresser les jeunes actrices qui se présenteraient », ce qui sans doute favorisait ses interactions avec les femmes de l'Académie de musique. Alors que la mère de sa fiancée était en faveur du mariage, Lesuel, installé depuis cinq mois à Paris avec sa femme et sa belle-fille et qui ne faisait que les « chagriner et maltraiter », menaçait de tuer le musicien et faisait de son mieux pour empêcher l'union. Lacoste, craignant pour sa vie, se retira tout de suite de ce projet. 

## Catalogue de ses œuvres
- Opéras:
  - Aricie (livret de Jean Pic), ballet en un prologue et 5 actes (9 juin 1697, Paris, Académie royale de musique)
  - Philomèle (livret de Pierre-Charles Roy), tragédie en musique en un prologue et 5 actes (16 octobre 1705, Paris, Académie royale de musique)
  - Bradamante (livret de Roy), tragédie en musique en un prologue et 5 actes (2 mai 1707, Paris, Académie royale de musique)
  - Créüse l'Athénienne (livret de Roy), tragédie en musique en un prologue et 5 actes (5 avril 1712, Paris, Académie royale de musique)
  - Télégone (livret de Simon-Joseph Pellegrin), tragédie en musique en un prologue et 5 actes (6 novembre 1725, Paris, Académie royale de musique)
  - Orion (livret de Joseph de La Font et Pellegrin), tragédie en musique en un prologue et 5 actes (19 février 1728, Paris, Académie royale de musique)
  - Biblis (livret de Claude Fleury), tragédie en musique en un prologue et 5 actes (6 novembre 1732, Paris, Académie royale de musique)
- Cantate:
  - Iris & Silvandre, « idylle en musique », publiée chez Christophe Ballard en octobre 1704
- Au moins vingt-trois airs sérieux et airs à boire:
  - Airs sérieux: 
    - Non, je ne veux jamais aimer - juillet 1696, Ballard
    - Je perds ma liberté - juillet 1696, Ballard
    - Vos beaux yeux partout sont vainqueurs - juillet 1696, Ballard
    - Ainsi que mon amour - juillet 1700, Ballard
    - Depuis longtemps mon cœur - novembre 1700, Ballard
    - Malgré vous, malgré moy-même - décembre 1700, Ballard
    - Cher Objet de mes vœux - mars 1701, Ballard
    - Ne cherchez point à m'engager - juin 1701, Ballard
    - Pour rendre un cœur fidelle & tendre - novembre 1701, Ballard
    - Vous m'accusez d'estre infidele - mars 1703, Ballard
    - C'en est fait, ma raison - novembre 1703, Ballard
    - Je sçais ma charmante Lisette - juillet 1716, Ballard
    - Depuis que j'aime, helas - juillet 1718, Ballard
    - Cher amusement de ma vie - août 1718, Ballard

  - Airs à boire: 
    - J'ay surpris l'amour à boire - juillet 1695, Ballard
    - Doux charme de la vie - juin 1700, Ballard
    - Alerte mes amis - février 1703, Ballard
    - Amour ne cherche plus - mars 1703, Ballard
    - J'ay résolu de fuir une beauté cruelle - may 1703, Ballard
    - Au secours vite qu'on me soulage - août 1704, Ballard
    - Bachus & L'amour - avril 1708, Ballard
    - Chacun a son sort dans la vie - août 1716, Ballard
    - Le glou, glou, glou de la bouteille - 17..., manuscrit

Seules Philomèle et Télégone nous sont parvenues aujourd'hui dans l'état complet. Quelques fragments manuscrits de Créüse et de Bradamante sont conservés. Toutes les œuvres de Lacoste qui ont été représentées à l'ARM sont néanmoins imprimées chez Ballard sous forme de partition réduite. Elles sont consultables sur le site de la Bibliothèque nationale de France. Cela laisse ainsi à désirer une discographie complète de ses opéras, restituables. Lacoste a aussi publié une pastorale nommée Pomone, mais tout ce qui reste (s'il s'agit vraiment de sa composition) est un extrait appelé « Duo de Vertumne et Pomone », sous forme manuscrite.

## Esthétique musicale

### Fidélité avec l’école de Lully
Peu sensible à l'italianisme, défenseur du genre tragique au détriment du ballet, Lacoste occupe une place importante dans l'histoire de la musique française comme une figure obscure mais en même temps comme un fervent voire tardif représentant de l'école de Jean-Baptiste Lully. Les livrets fournis au compositeur lui permettent de montrer son héritage des procédés traditionnels de la tragédie-lyrique comme : 
- L'apparition des Furies et de la Jalousie (Philomèle, acte IV, scène 3[17])

- La tempête animée par Neptune (Télégone, acte I, scène 3[18])

- Le sommeil d'abord tel un songe flatteur puis comme un présage funeste (Orion, acte I, scène 1[19] ; Biblis, acte III, scène 4[20])

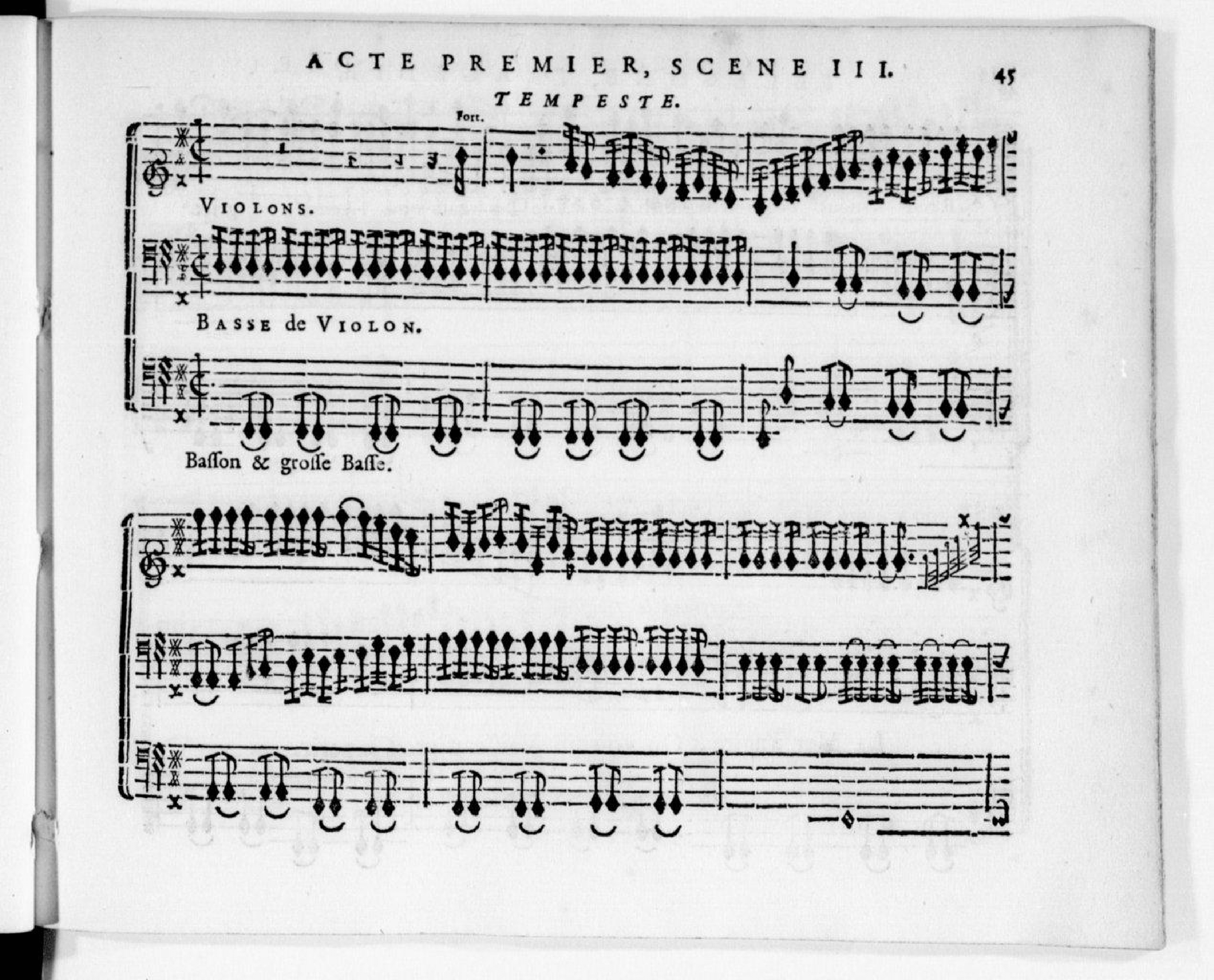
On retrouve dans Télégone les traits fougueux de violon qui illustrent déjà la tempête dans des opéras comme Thétis & Pélée (1689) ou Alcyone (1706)

Lacoste ménage aussi beaucoup plus d'attention aux personnages criminels qu'aux couples amoureux, comme Térée (Philomèle), Télégone ou Biblis, à qui il confie plusieurs tirades et grands airs. Il accorde autant de soin au personnage de Roger (Bradamante) dont la noblesse est soulignée par sa tessiture de Basse-taille dans ses quatre monologues.

### Une réception décevante
Malheureusement, sa préoccupation pour la tragédie, son emploi des anciens dispositifs des opéras et son écriture musicale plus ou moins lullyste ne font que contribuer à l'insuccès de ses œuvres: 
Lacoste s'installe avec ses contemporains comme Marin Marais, André Campra, André-Cardinal Destouches ou Joseph-François Salomon dans une période où la tragédie lyrique devient un genre très sombre, évolution qu’on doit surtout aux tragédies de Prosper Jolyot de Crébillon. Sous la plume des auteurs comme Pierre-Charles Roy, Simon-Joseph Pellegrin ou Antoine Danchet, les personnages galants comme les confidents deviennent peu à peu des vestiges et les dénouements deviennent véritablement tragiques. Cet éloignement des livrets de Philippe Quinault s’annonce déjà en 1687 avec l’Achille & Polixène de Lully et Jean-Galbert de Campistron, achevée par Pascal Collasse. 
Alors qu'on reprend toujours les tragédies de Lully, les succès recueillis avec le genre comme Iphigénie en Tauride (1704), Idoménée (1712), Médée & Jason (1713), Hypermnestre (1716) ou Pyrame & Thisbé (1726) furent très irréguliers : le public parisien appréciait beaucoup plus des nouveaux opéras-ballet, œuvres anthologiques de caractère plus léger que les tragédie-lyriques et composées de plusieurs intrigues différentes divisées en "entrées". Campra et Destouches n’étaient point inconscients du succès des ballets et offraient à l'ARM des ouvrages comme Les Festes vénitiennes (1710), Les Âges (1718), Les Élémens (1725) ou Les Stratagèmes de l'Amour (1726). Selon le Mercure de France, les trois dernières œuvres de Lacoste n'ont jamais pu se maintenir durablement au répertoire, malgré leurs excellentes exécutions. Les raisons invoquées sont notamment liées au livret, tantôt par rapport à la qualité dramatique très sombre, tantôt par rapport à l’intrigue peu cohérente. 
On se lassait également d'une nouvelle musique de l'école de Lully : En 1725, Antoine Ier, Prince de Monaco qualifiait même la musique de Télégone comme "pillée et triviale" et vantait la musique des Élémens de Destouches. Tous les ouvrages lyriques de Lacoste n'ont jamais été remis à la scène, mis à part Philomèle qui a connu trois reprises en 1709, 1723 et 1734 à l'Opéra, toutes avec succès. Son dernier opéra Biblis peut être considérée comme la dernière marque de la tradition lullyste puisqu'un an après, la prochaine tragédie créée à l'Académie royale de musique sera l'Hippolyte & Aricie de Jean-Philippe Rameau, œuvre qui bouleversera l’univers musical de l'Opéra à cette époque.

### Réception posthume de Lacoste
Au siècle suivant, Louis Lacoste est complètement inconnu du grand public. Seuls les ouvrages relatifs à la musique le mentionnent. Félix Clément et Pierre Larousse en 1881, remarquent avec dédain que les sept œuvres lyriques de Lacoste, « sans originalité, sont aujourd'hui complètement oubliées. Ne cherchons pas à les tirer de la poussière où elles dorment du sommeil profond réservé aux œuvres médiocres ». Gustave Chouquet au contraire, le range  « au nombre des plus habiles, des plus heureux continuateurs de la manière de Lully », même s'il remarque que tous ses opéras mis à part Philomèle n'obtenaient que peu de succès. 
À notre époque, aucun opéra de Lacoste n'a été exhumé complètement. Des fragments cependant ont été joués :  
- Le 8 juin 2007, dans l'Amphithéâtre de la Philharmonie de Paris, le claveciniste et chef d'orchetre Stéphane Fuget a joué avec son ensemble L’Entretien des Muses la Chaconne de l'acte V, scène 5 de Télégone[25].
- En septembre 2012 , l'ensemble hollandais Accademia Amsterdam a sorti le disque A Choice Collection of Dances: Music for Baroque Dances at Court and Theatre. L'abum contient un extrait de Philomèle: La Canarie de l'acte IV, scène 5 (titrée de facon erronée « Entrée des bacchantes »).
- En juin 2013, sur le label Hyperion, le chef Jeffrey Skidmore a enregistré avec la Soprano Carolyn Sampson et son ensemble Ex Cathedra la plainte de Vénus accompagné du chœur « Ah ! quand reviendront nos beaux jours ? » au début du prologue de Philomèle[26].
- Le 24 mai 2019, à la Chapelle du Château de Lunéville, dans le cadre du XXIIème Festival de Musique baroque et sacrée de Froville, le gambiste et chef Jay Bernfeld avec son ensemble Fuoco e Cenere a joué des extraits d'Orion dont : Le Sommeil d'Orion avec le récit « Que vois-je ? » de Palémon qui suit (acte I, scène 1) et un grand monologue de Diane : « Où vais-je ? » (acte III, scène 4)[27].

On dispose aussi d'un enregistrement gravé au disque 78 tours (probablement avant 1940 en considérant le numéro de catalogue) de l'air « J'ay surpris l'amour à boire ».